# 탁재원
탁재원(1962년 1월 14일 ~)은 OB 베어스의 전 야구 선수다. 통산 성적은 10경기 14타수 4안타이다.

## 출신 학교
- 충암고등학교
- 중앙대학교

## 같이 보기
- 1985년 OB 베어스 시즌